# Claes Bielkenstierna
Claes Hansson Bielkenstierna, född 24 april 1615 i Stockholm, död 30 juli 1662 på Göksholm i Stora Mellösa socken, var en svensk amiral. Han var friherre till Pyhäjoki i Norra Österbotten, herre till Årsta slott i Österhaninge kommun och Vendelsö säteri (nuvarande Haninge kommun) samt till Ingarö på Värmdö (nuvarande Värmdö kommun) i Stockholms län, Göksholm i Stora Mellösa socken (nuvarande Örebro län) och Åkeshov i Bromma socken (nuvarande Stockholms län).
Han var son till amiralen Hans Claesson och Elisabeth Gyllenstierna af Lundholm. Han gifte sig 1643 med Barbro Åkesdotter (Natt och Dag). Han blev 1625 på ättens vägnar, som då kallades Årstasläkten, introducerad i svenneklassen under nr 13. Den 6 februari 1649 blev han såsom riksrådsättling uppflyttad i riddarklassen under nr 27, men de nyare matriklarna tog inte upp denna ätt. Såsom friherre antog han namnet Bielkenstierna efter sitt stamvapen.

## Karriär
Fem år gammal vid faderns död fick han under anhörigas tillsyn en vårdad uppfostran och valde sedan sjötjänsten som sitt yrke. Han blev skeppskapten 1638. Den 28 maj 1641 befordrades han till skeppsmajor och den 1 februari 1644 blev han amirallöjtnant och deltog i det danska sjökriget med stor utmärkelse i slaget i Femern och under reträtten ur Kielfjorden.
Han var bisittare i amiralitetskollegium åren 1644–1654. Efter att 1650 ha blivit utnämnd till guvernör, eller som det kallades överhovmästare, hos arvprinsen Carl Gustaf blev han 1652 friherre med åtskilliga byar i Pyhäjoki socken som friherreskap. Han introducerades till friherrskap 1652 under nr 28. Följande år, den 31 maj 1654, blev han riksråd och amiral av rikets råd den 17 juli samma år. Den 18 december 1660 blev Bielkenstierna förordnad att verkställa generalmönstring i Södermanland, Östergötland, Småland och Västergötland.

## Utmärkelse vid sjöslaget vid Kolberger Heide, Kielfjorden

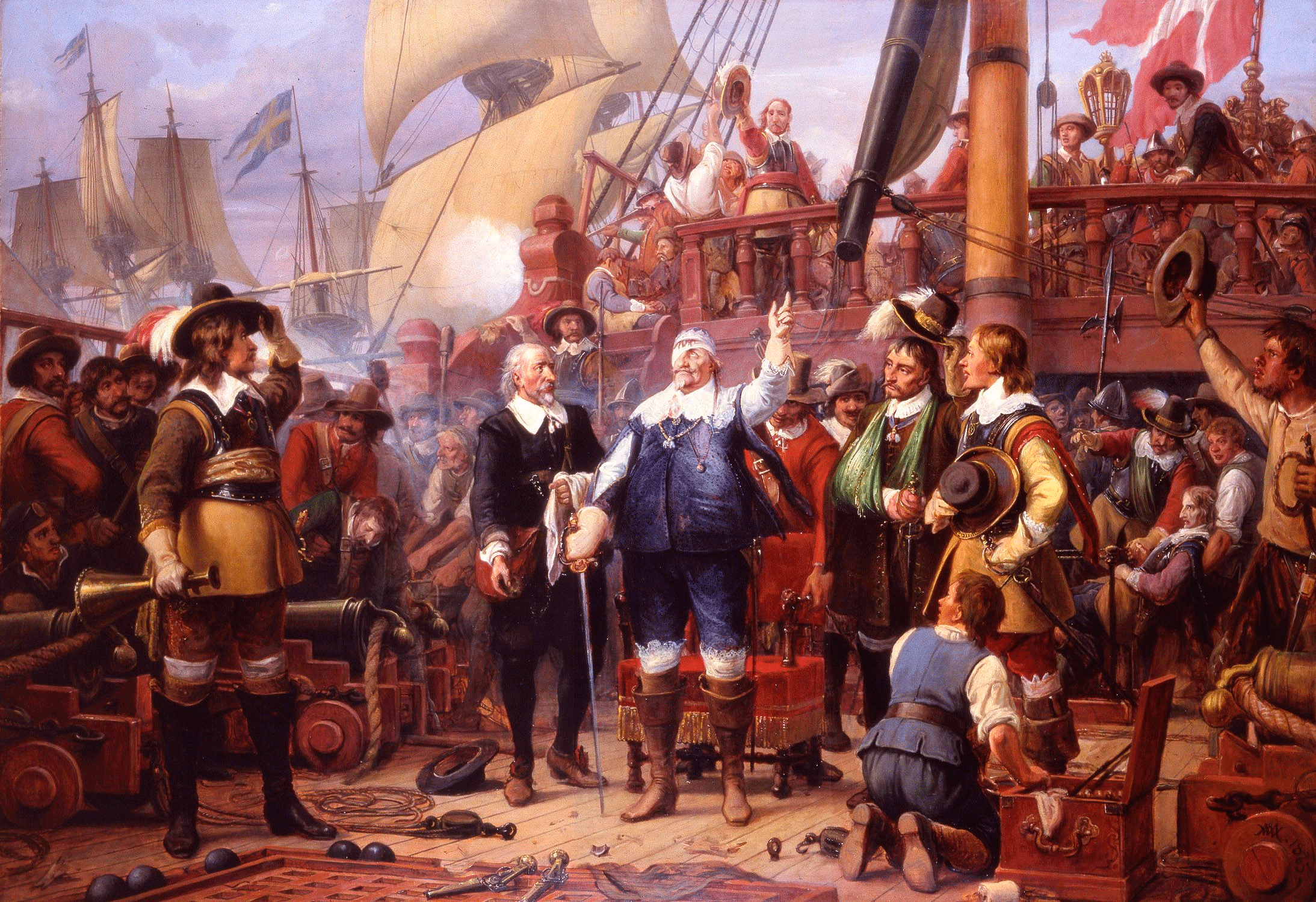
Claes Bielkenstierna var befälhavare på flaggskeppet Trefoldigheden, då kung Kristian IV sårades på sitt skepp under Torstensons krig vid Kolberger Heide, Kielfjorden, den 1 juli 1644.

Claes Bielkenstierna fick även utmärkelse vid sjöslaget vid Kolberger Heide vid Kielfjorden den 1 juli 1644. Vid sjöslaget vid Kolberger Heide under Torstensonskriget ställdes Sverige och Danmark mot varandra. Den danske kungen Kristian IV sårades under slaget. Den danska flottan utgjordes av 40 skepp med cirka 927 kanoner och den svenska flottan bestod av 34 skepp med cirka 1018 kanoner samt 7 brännare. Slaget slutade oavgjort, men svenskarna stängdes inne i Kielfjorden, dit de gått efter slaget för att fylla på förråd. En månad senare kunde svenskarna bryta sig ut under ledning av generalmajor Carl Gustaf Wrangel, en manöver som kom att leda till att den danska befälhavaren, amiralen Peder Galt avrättades efter anklagelser om att ha misskött sitt uppdrag. Befälhavare för de stridande från Sverige vid sjöslaget vid Kolberger Heide var förutom Claes Bielkenstierna även amiral Claes Fleming och friherre Åke Ulfsparre. Riksrådet och överståthållaren Claes Larsson Fleming avled 26 juli 1644 ombord på sitt fartyg i Kielbukten. Fleming förde befäl över en flottstyrka, som han själv till stor del satt samman, och som utmärkte sig flera gånger mot danskarna. Efter att ha erövrat Fehmarn 29–30 juni 1644 tillsammans med Lennart Torstenson drabbade han 1 juli samman med den danska kung Kristian V vid Fehmarn. Striden slutade oavgjort och Fleming drog sig undan till Kielfjorden där han träffades av en förlupen dansk kula som två timmar senare ändade hans liv. Åke Fleming blev 1642 förordnad att biträda riksamiralen, och han förde 1644, i riksamiralens frånvaro, befälet över flottan. Sjöslaget vid Kielfjorden blev oavgjort, men det var en taktisk och strategisk framgång för Danmark. Befälhavare för Danmark var kung Kristian IV samt Jørgen Vind och Kön Jochum Grabow. Svenskarnas förluster var 32 döda och 69 sårande och danskarnas förluster var 37 döda och 170 sårade.

## Utmärkelse vid sjöslaget vid Fehmarn

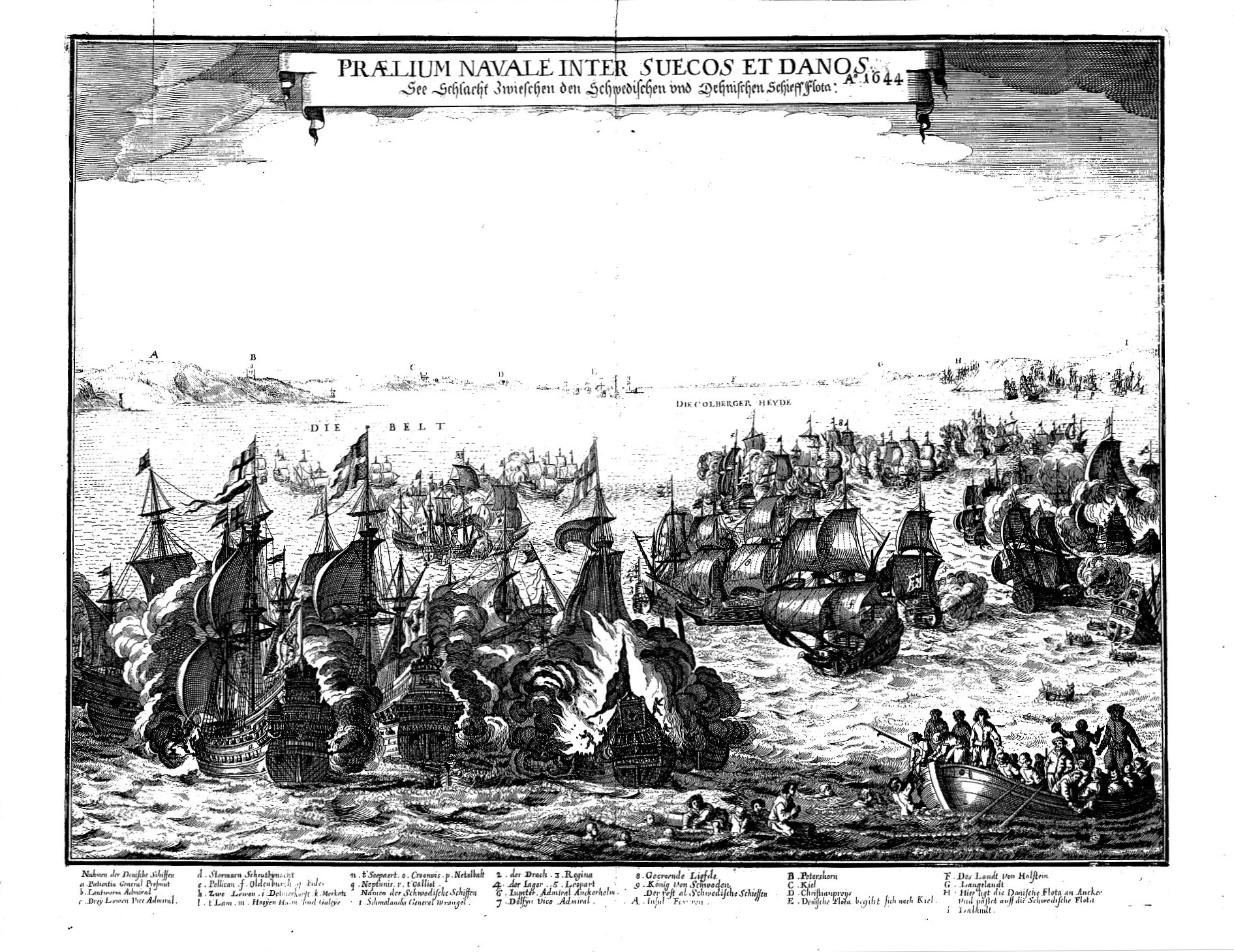
Sjöslaget vid Fehmarn den 13 oktober 1644.

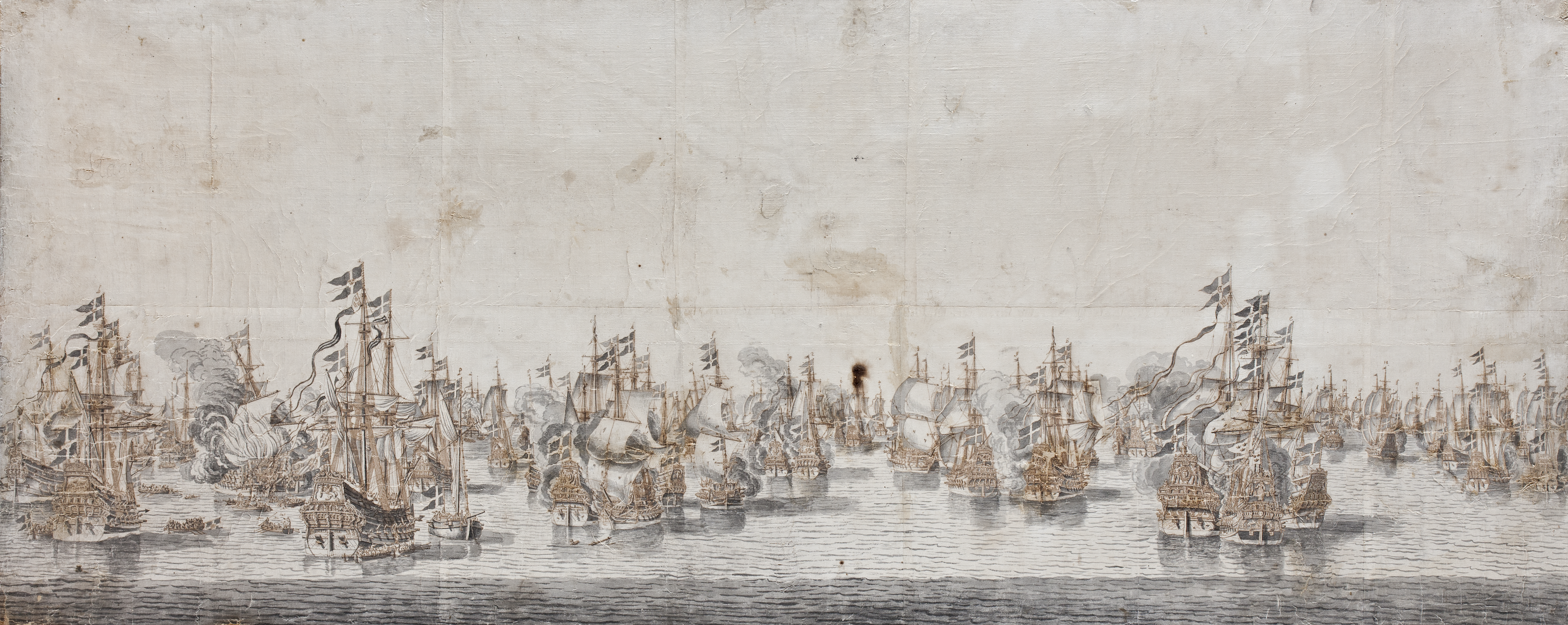
Slaget vid Fehmarn Bält den 13 oktober 1644. Lavering från 1650 cirka. Skoklosters slott.

Claes Bielkenstierna deltog i det danska sjökriget, som stod mellan Sverige och Danmark-Norge mellan 1643 och 1645. Bielkenstierna fick stor utmärkelse i sjöslaget vid Fehmarn. Kriget hade anstiftats av Axel Oxenstierna med målsättningen att häva den danska Öresundstullen och göra strategiska landvinningar för att försvåra framtida danska anfall mot Sverige.  I december 1643 hade fältmarskalk Lennart Torstenson marscherat upp mot Jylland och erövrat denna halvö i det så kallade Torstensonskriget. Det krävdes fartyg för att få över svenska trupper från Jylland till de danska öarna. Under Torstensons krig stod sjöslaget vid Fehmarn stod mellan svenska och danska flottstyrkor och sjöslaget är en av den svenska marinens största segrar någonsin.  Av 37 skepp förlorade den svenska sidan bara ett skepp, Swarte Arent, ett gammalt holländskt fartyg. Av 17 danska fartyg sänktes eller erövrades samtliga utom Pelikanen och Lammet. Det blev en avgörande svensk seger vid ön Fehmarn i Schleswig-Holstein vid Östersjön den 13 oktober 1644. Segern var en av de största i Kungliga flottans historia. Även om det inte längre var aktuellt att skeppa över Lennart Torstensons soldater till danska öarna då dessa nu var inriktade på att möta general Matthias Gallas kejserliga trupper som nalkades söderifrån, så var insikten på dansk sida att Sverige hade totalt herravälde till sjöss efter slaget. Detta banade väg för förhandlingar och slutligen den för Sverige förmånliga freden i Brömsebro 13 augusti 1645. Torstenssons framgångar har gjort att kriget i efterhand kom att kallas Torstenssons krig.

## Utnämnd till amiral
Den 20 januari 1655 blev han förordnad att verkställa generalmönstring i Roslagen och Norrland och samma år blev han chef för tredje eskadern i Carl Gustaf Wrangels flotta. När danskarna 1657 på nytt förklarat Sverige krig, måste Bielkenstierna som 1654 blivit utnämnd till amiral, åter gå till sjöss och sammandrabbade flera gånger under de två närmaste åren med både danska och holländska flottan. Han förde befälet över flottan under sjötågen 1657–1659.

## Amiral i slaget vid Møn

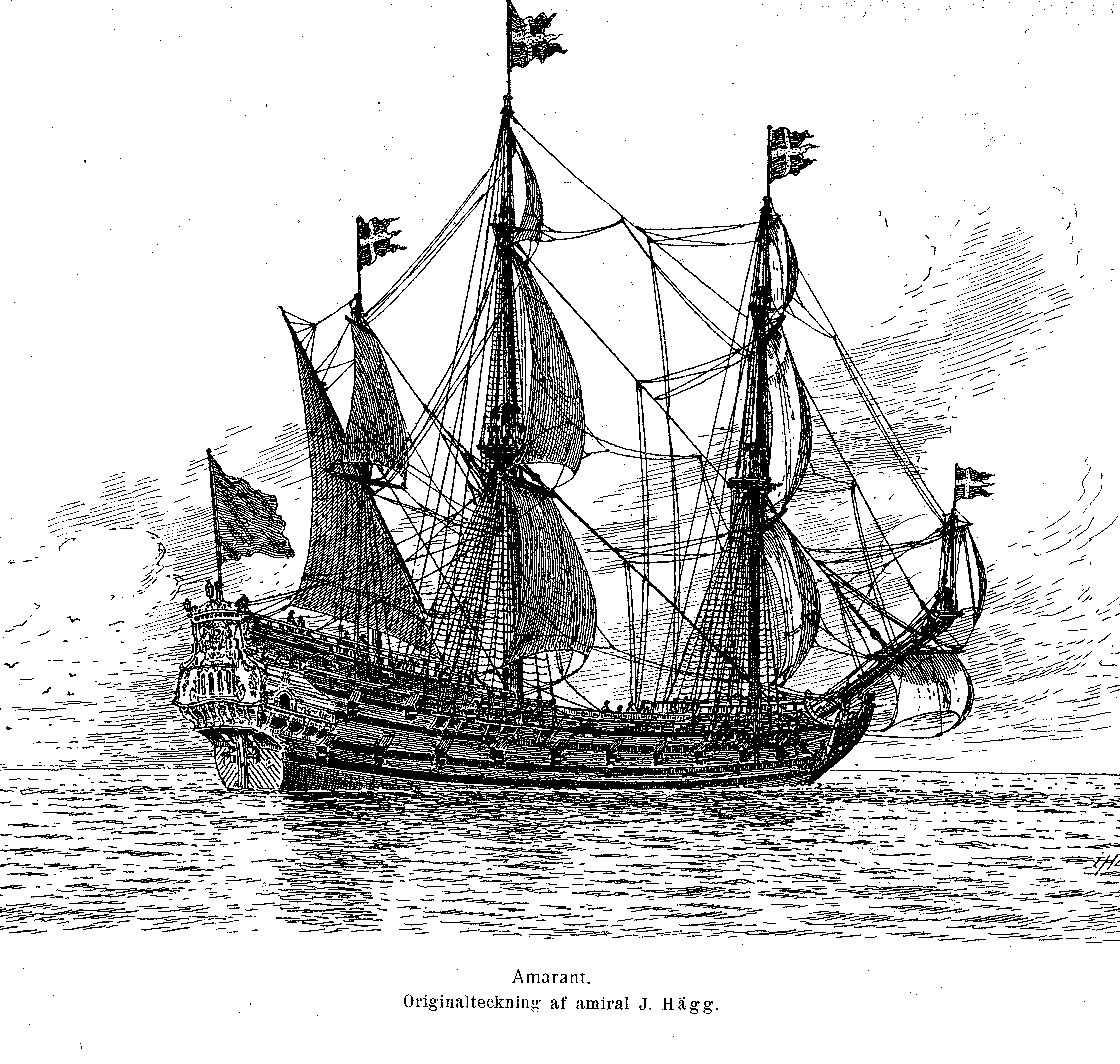
Rekonstruktion av fartyget HMS Amarant av amiral Jacob Hägg. Hon deltog i slaget vid Mön 1657 och förde 1658 Karl X Gustav från Göteborg till Flensburg. Hon var viceamiralsskepp i Henrik Gerdtsson Sjöhjelms eskader i slaget i Öresund. Amarant tillhörde Carl Gustaf Wrangels eskader under slaget i Femerbält 1659.

I slaget vid Møn den 12–13 september 1657 var Claes Bielkenstierna amiral för den svenska flottan och den danska sjömilitären Niels Juel och amiral Bielke ledde den danska flottan. I sjöslaget vid Møn, som ägde rum mellan Mön och Bornholm i Danmark, blev striden oavgjord. Det var Karl X Gustavs första danska krig (åren 1657–1658).
Vid fyratiden på eftermiddagen seglade amiral Bielkenstierna, efter att ha gjort klart skepp, sitt chefsfartyg Draken (66 kanoner), mot danska linjeskeppet Fredericus Tertius (60 kanonor), efter att först ha beskjutit det från distans. De enda svenska skepp som följde efter var Amarant (42 kanoner) och Mars (38 kanoner). Fartyget Amarant var i tjänst i den svenska flottan 1654–1677 och i den danska flottan 1677–1684. Den välriktade svenska kanonelden från de tre skeppen räckte inte till för att komma inom avstånd för äntring, då danska motståndet var för starkt och övriga svenska skepp höll sig undan. Efter en kraftig försvarande kanonsalva från Fredericus Tertius lämnade danskarna under amiral Bielke området och seglade mot Öresund dels på grund av färre fartyg under pågående striden och dels på grund av väntade förstärkningar. Dagen därpå började båda parter manövrera för att komma i gynnsamt läge. På eftermiddagen hade Bielkenstierna med Draken kommit i lovart om danskarna och anföll det danska amiralsskeppet Trefoldighed (66 kanoner). Återigen var de svenska skeppen Mars och Amarant med i attacken, men då danske amiralen Bielke snabbt fick hjälp av andra skepp bröt en häftig strid ut.
Bielkenstierna hade vid upprepade tillfällen under de två dagarna sänt order till sina fartygschefer att ingripa i striderna, med mycket litet resultat. Diskussioner fördes efteråt om åtgärder mot de befälhavare som inte attackerat, men diskussionerna rann ut i sanden. På dansk sida angavs 150 döda under striderna, och svenskarnas förluster angavs till ca 40 man.

## Amiral i slaget i Femerbält

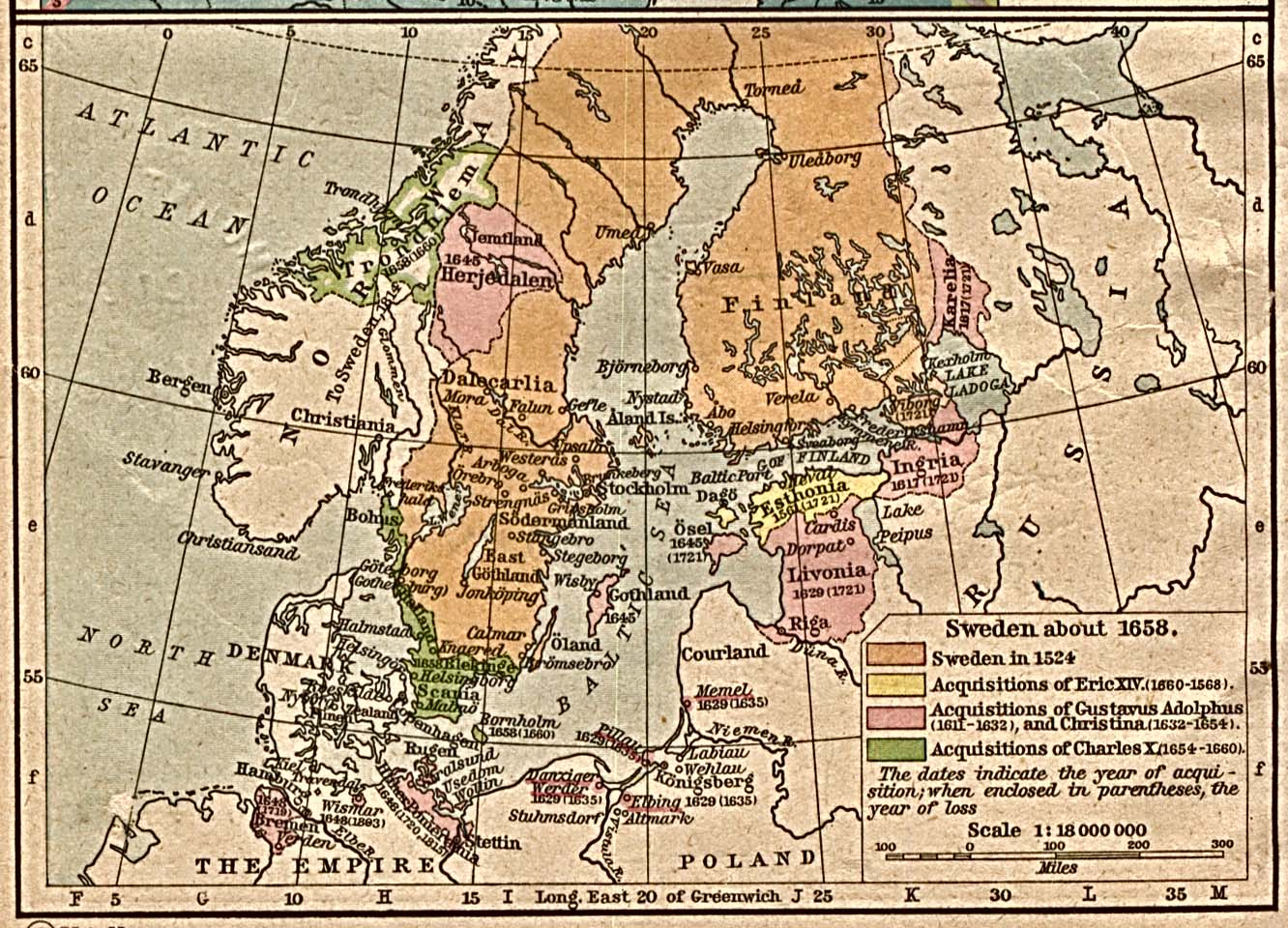
Sveriges erövringar vid freden i Roskilde 1658, markerat med grönt.

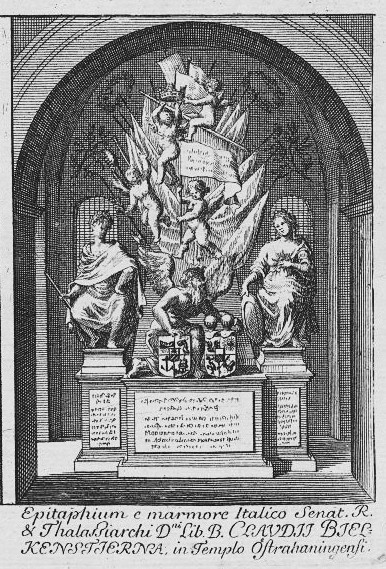
Bild över Bielkenstiernska gravkoret i Österhaninge kyrka i Erik Dahlberghs Suecia Antiqua et Hodierna från gravmonumentet över amiral Claes Hansson Bielkenstierna utförd i italiensk marmor 1683 av Nicolaes Millich. Gravyr utförd av Johannes van den Aveelen på 1680-talet.

I slaget i Femerbält den 30 april 1659 var Claes Bielkenstierna betydligt underlägsen, men trots det var han tvungen att ta strid med de förenade danska och holländska flottorna. Claes Bielkenstierna förde som amiral befälet under drabbningen mellan svenska flottan och stridande från Danmark och Holland i slaget vid Femerbält. Under Karl X Gustavs andra danska krig (som pågick under tiden 5 augusti 1658 – 26 maj 1660) mötte den svenska flottan, trots sin underlägsenhet, en dansk-holländsk eskader, där Bjelke var ledare för den danska flottan och Jacob van Wassenaer Obdam för den holländska. Klockan 12 på dagen den 30 april 1659 började striden och flottorna passerade varandra två gånger på mötande kurser. Slaget blev oavgjort, personalförlusterna var ringa och inga förtygsförluster uppstod. Den svenska styrkan bestod av 20 örlogsskepp, 2 brännare och 2 småfartyg och de stridandes styrka bestod av 26 örlogsskepp och 7 småfartyg. Sundet Fehmarn Bält ligger mellan den nordtyska ön Fehmarn och den danska ön Lolland. Efter det första danska kriget kände sig Karl X Gustav missnöjd med freden i Roskilde 1658. Karl X Gustavs andra danska krig slutade med att Sverige fick återlämna Bornholm och Trondheims län. Trondheims län var svenskt en kort period mellan 1658 och 1660. Länet omfattade då ungefär de nuvarande Nord-Trøndelag fylke, Sør-Trøndelag fylke, delar av Møre og Romsdal fylke (Nordmøre och Romsdal) samt Jämtland och Härjedalen. Det inrättades den 26 februari 1658 efter freden i Roskilde då Sverige erhöll Trøndelag. Länet generövrades redan hösten 1658 av norska trupper under Jörgen Bjelke, och guvernör Claes Nilsson Stiernsköld togs till fånge. Genom freden i Köpenhamn den 27 maj 1660 blev Trøndelag återigen norskt och Jämtland-Härjedalen införlivades i Västernorrlands län. Länet existerade sedan i två år tills amt-indelningen genomfördes i Danmark-Norge 1662 och Trondhjems Amt bildades. 
Under bataljen vid Femerbält i Karl X Gustavs andra danska krig träffades Claes Bielkenstierna i vänstra höften av en falkonettkula och sårades så svårt att han därefter, under återstoden av sitt liv, var tvungen att gå med kryckor. Han dog av sviterna av sina skador och avled 30 juli 1662 på Göksholms slott och ligger begraven i Österhaninge kyrka tillsammans med sin hustru Barbro Åkesdotter (Natt och Dag) och sin son Axel Bielkenstierna.
De kläder Claes Bielkenstierna bar under slaget i Femerbält och kulan han blivit träffad av kom att bevaras inom familjen. I början av 1800-talet Årsta slott där de beskrevs av Fredrika Bremer men överfördes senare till Bielkenstiernas gravkor. Därifrån överlämnades de 1878 till Statens historiska museum och har senare kommit att deponeras på Livrustkammaren.

## Giftermål
Claes Bielkenstierna gifte sig 21 september 1643 på Åkeshovs slott med friherrinnan Barbro Åkesdotter (Natt och Dag) i hennes första gifte. Hon var född 1620 och dotter till riksmarsken friherre Åke Axelsson (Natt och Dag) och hans första fru friherrinnan Elsa Oxenstierna af Eka och Lindö, död 14 mars 1680 i Stockholm.

## Epitafium över Claes Bielkenstierna
Efter Claes Bielkenstiernas död 1662 gifte Barbro Åkesdotter (Natt och Dag) om sig 1665 med sin kusin, riksrådet och presidenten Knut Kurck (1622–1690) i hans andra gifte. Barbro Åkesdotter "lät, sin första man ovetande, uppbygga stenhuset på Årsta och bekostade över honom och sonen Axel Bielkenstierna i Österhaninge kyrka ett vackert epitafium" och lät uppbygga det Bielkenstiernska gravkoret vid kyrkan.

## Bielkenstiernska gravkoret

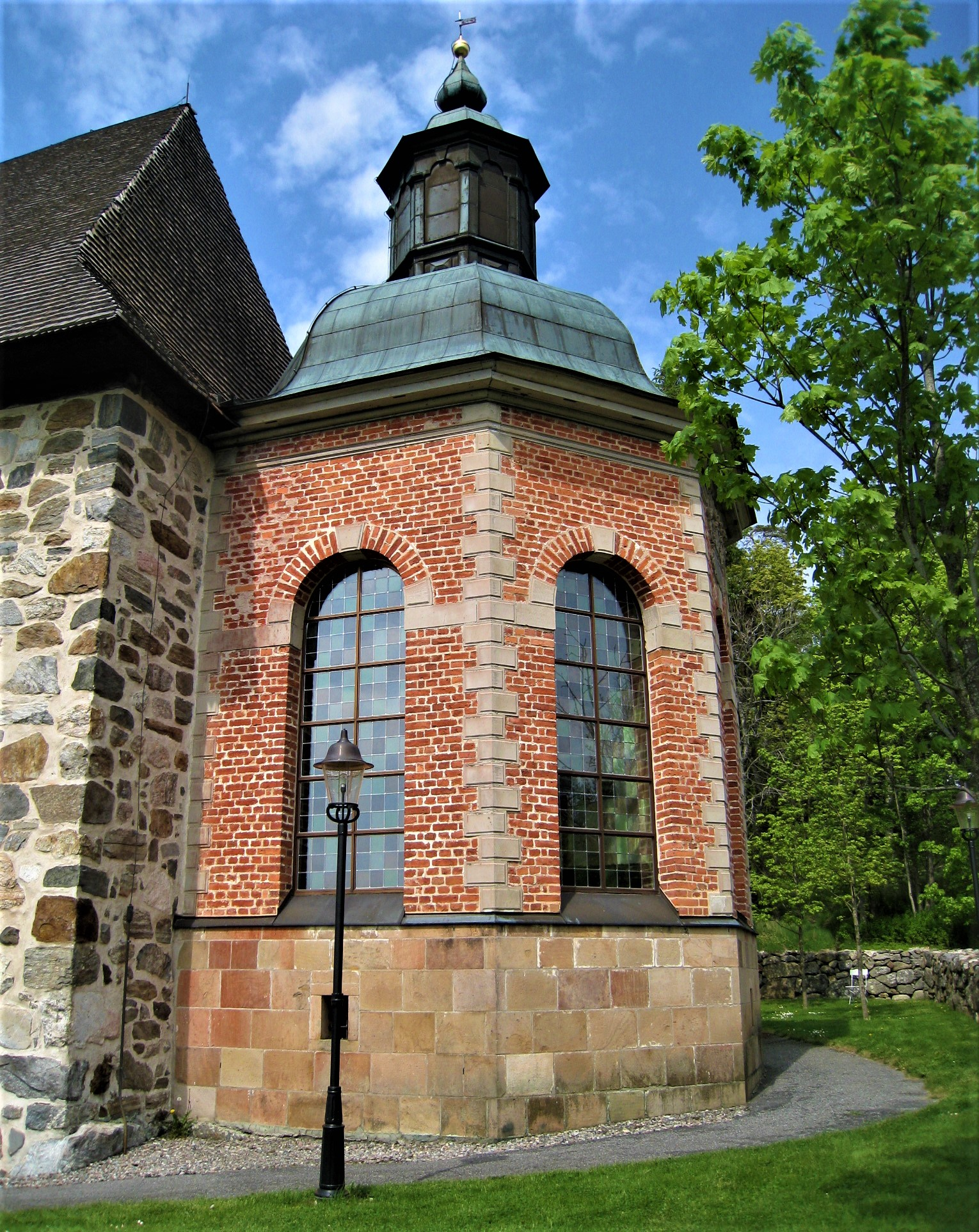
Claes Bielkenstiernas gravkor i Bielkenstiernska gravkoret i Österhaninge kyrka.

År 1663, ett år efter Claes Bielkenstiernas död, uppfördes det Bielkenstiernska gravkoret vid den östra gaveln av Österhaninge kyrka i Sörmland till hans minne. Man förmodar att det är Nicodemus Tessin den äldre som är arkitekt till gravkoret och det är en kopia av gravkoret över ätten Wrangel i Skoklosters slott. Det var Barbro Åkesdotter (Natt och Dag) på Årsta slott som lät bygga gravkoret vid Österhaninge kyrka. År 1662 hade hennes make amiralen Claes Bielkenstierna dött av skador som han fick i ett sjöslag 1659. 

## Bielkenstiernska gravmonumentet i Österhaninge kyrka

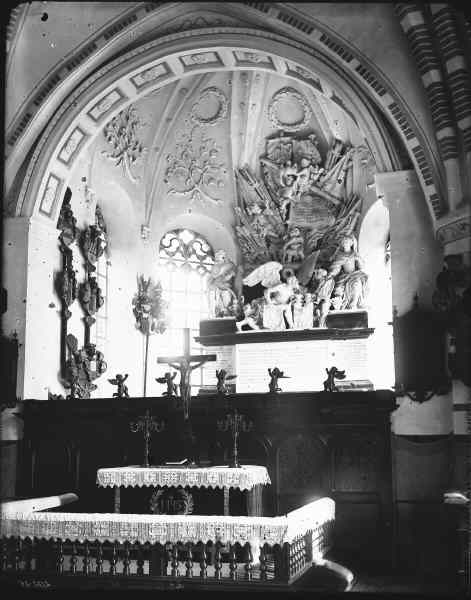
Bielkenstiernska gravkoret i Österhaninge kyrka, interiör mot öster, uppfört 1663. Fotograf: Carl Curman, på 1890-talet.

Tjugo år senare, år 1683, kom det Bielkenstiernska gravmonumentet, utfört i barockstil, på plats i gravkoret. Monumentet är utfört av bildhuggaren och skulptören Nicolaes Millich och är en hyllning såväl till ätten som till Sverige som stormakt. Det stora gravmonumentet över amiralen Claes Bielkenstierna och hans familj i Österhaninge kyrka är ett av Nicolaes Millichs mest symbolmättade verk. Samtiden ansåg det så märkligt att det kom att avbildas i Eric Dahlberghs Suecia antiqua et hodierna. Amiral Claes Bielkenstiernas begravningsvapen sattes upp i gravkapellet. Gravkoret blev helt dominerat av en väldig skulptur av Nicholaes Millich tjugofem år senare. "Det är ett av den svenska barockens främsta verk." Skulpturen beställdes 1676, då Barbro Åkesdotters son Axel Bielkenstierna omkommit ombord på skeppet Svärdet i ett sjöslag. Monumentet var klart och uppsatt i kyrkan först 1683."Det äkta paret är famställt sittande på var sida om en grupp med Tiden i form av en bevingad åldring som griper parets vapensköldar och ett porträtt av den unge Axel, den siste av sin ätt. Över dem reser sig ett kummel av sjökrigstroféer, kanoner och fanor med putti klängande i tackel och tåg. Bakom den höga sockeln döljs gravvalvet med de dödas kistor. Troligen var det Barbro Åkesdotters andre make, Knut Kurck, som dikterat en del av bildprogrammet och inskrifterna på latin. De dödas anor och framstående bedrifter framhålls, medan kristna motiv saknas."